# Józef Powalski
Józef Powalski herbu Rogala – burgrabia pomorski w latach 1730-1735.
Jako poseł na sejm konwokacyjny 1733 roku z powiatu tczewskiego był członkiem konfederacji generalnej zawiązanej 27 kwietnia 1733 roku na tym sejmie.